# Lijst van personages uit Gilligan's Island
Dit is een lijst van personages uit de serie Gilligan's Island, en de bijbehorende televisiefilms en spin-offseries.

## Gilligan
Gilligan, gespeeld door Bob Denver, is de hoofdpersoon uit de serie. Hij is te herkennen aan zin rode shirt, bleke broek en witte marinepet.
Gilligan was de eerste stuurman van de S.S. Minnow, onder bevel van Jonas Crumbey. Tijdens een zware storm gooide hij het anker overboord, maar vergat er een touw aan vast te maken. Derhalve liep de boot vast op een onbewoond eiland.
Gilligan diende ooit samen met Jonas bij de Amerikaanse marine. Hij redde op een dag het leven van Jonas toen er een op hol geslagen dieptebom op hen af kwam. Dat is ook de reden dat Jonas een soort vaderfiguur is voor Gilligan, en hem veel van zijn fouten vergeeft.
Gilligans verleden en familie worden in de serie nooit genoemd, behalve zijn oudere broer, van wie hij blijkbaar zijn rode shirt heeft gestolen. Gilligan is volgens eigen zeggen geboren in Pennsylvania, maar in welke plaats is niet bekend.
Gilligan staat in de serie vooral bekend om zijn fysieke humor, met zijn vrienden in de rol van “de serieuze man”. Running gags zijn Gingers pogingen Gilligan te verleiden, Gilligan die steeds opmerkingen maakt over Skippers overgewicht en het feit dat Gilligan (vaak onbewust) iedere poging om het eiland te verlaten in het honderd laat lopen. Vaak onderbreekt hij discussies met zinloze verhalen over zijn jeugd, maar het gebeurt ook geregeld dat Gilligans blijkbaar zinloze opmerkingen de professor een goed idee geven.
Ondanks dat hij onhandig is, komt Gilligan vaak erg onschuldig over waardoor de anderen hem al snel zijn fouten vergeven. Ook is Gilligan vaak degene die de anderen redt wanneer een ontsnappingsplan mislukt.
Gilligan wordt vandaag de dag gezien als een Amerikaans popcultuur-icoon.
Gilligans volledige naam was jarenlang onderwerp van discussie onder fans van de serie. In de documentaire Before the Three Hour Tour werd onthuld dat Gilligans volledige naam "Willy Gilligan" is. De naam Gilligan is een verbastering van "Gil Eggan", de naam die het personage eigenlijk zou krijgen.

## The Skipper
The Skipper is de titel en bijnaam van Jonas Grumby. Hij wordt gespeeld door Alan Hale, Jr..
The Skipper was de kapitein van S.S. Minnow, en de baas van Gilligan. Hij treedt derhalve vaak op als de leider van de groep, totdat er zich een crisissituatie voordoet. Dan laat hij de professor alle beslissingen nemen. Hij is tevens bodybuilder en verricht dan ook het meeste fysieke werk op het eiland, maar zijn gebrek aan beweging op het eiland begint hem duidelijk parten te spelen: hij heeft last van overgewicht.
The Skipper is meestal een rustig persoon, maar hij kan behoorlijk geïrriteerd raken door Gilligans stommiteiten. Een running gag in de serie is dat The Skipper Gilligan een klap geeft met zijn pet wanneer hij weer een stommiteit uithaalt.

## De professor
De Professor, echte naam Roy Hinkley (Martin), wordt gespeeld door Russell Johnson.
De professor is geboren in Cleveland, Ohio. Hij heeft veel academische titels zoals B.A., B.S., M.A. en Ph.D.. Voordat hij met de anderen op het eiland belandde was hij leraar aan een hogere school.
De professor is meestal degene die met nieuwe ideeën komt om het eiland te verlaten. In veel van zijn uitvindingen zijn kokosnoten en bamboe verwerkt. Een running gag omtrent zijn personage is dat hij de meest fantastische dingen kan bouwen van enkel ruwe materialen die op het eiland worden gevonden, maar er nooit in slaagt de boot te maken waarmee de groep het eiland kan verlaten.
Over het verleden van de professor is nauwelijks iets bekend. Ook zijn familiegeschiedenis is een mysterie. In de serie zelf refereert hij een paar keer aan oude baantjes die hij heeft gehad zoals lid van de schaakclub, scoutingleider en duiker.
De professor is van alle personages vaak het geduldigst tegenover Gilligan, en komt daarom regelmatig tussenbeide om ruzies te sussen. Om onduidelijke redenen heeft hij een groot aantal boeken over onder andere chemie en antropologie meegenomen op zijn reis. Deze boeken komen de groep geregeld van pas.

## Ginger Grant
Ginger Grant werd gespeeld door Tina Louise in de serie, en door Judith Baldwin en Constance Forslund in de latere films.
Ginger is een filmster, en laat geen kans voorbij gaan om de anderen hieraan te herinneren. Oorspronkelijk zou haar personage behoorlijk arrogant zijn, maar actrice Tina Louise stond erop dat dit werd aangepast.
Ginger is in veel afleveringen de vriendin van The Skipper, maar hun relatie gaat nooit verder dan wat geflirt. Tevens werkt ze geregeld als een soort spion voor Thurston Howell III wanneer er schatten of kostbaarheden in het spel zijn.
Door haar vele filmrollen neemt Ginger vaak de rol aan van toekomstvoorspelster, psychoanaliste, laboratoriumassistente of zangeres.

## Mary Ann Summers
Mary Ann Summers, gespeeld door Dawn Wells, is de tegenpool van Ginger Grant. Ze is een eenvoudig meisje van een boerderij in Kansas. Zowel Gilligan als de professor lijken in haar geïnteresseerd te zijn. Ze is tevens de jongste van alle personages. Haar leeftijd wordt geschat rond de 20 jaar.
Net als bij veel andere personages wordt in de serie niet veel onthuld over haar leven van voor ze op het eiland kwam. Wel is bekend dat ze ooit uit is geweest met een jongen genaamd Horace Higgenbotham.

## Thurston J. Howell III
Thurston J. Howell III, gespeeld door Jim Backu, is een multimiljonair. Hij is zo rijk dat hij enkele duizenden dollars aan cash en een grote lading kleding meenam voor de bootreis.
Howell is een stereotiep lid van de Noordwestelijke Yankee-elite. Hij komt uit Newport, Rhode Island, en heeft gestudeerd aan de Harvard-universiteit. Hij is getrouwd met Lovey Howell, die ook op het eiland zit. Howell ziet zijn mede-eilandbewoners als inferieur, en schijnt maar niet te willen beseffen dat al zijn meegenomen geld niets waard is op het eiland. Hij weigert voortdurend om lichamelijk werk te verrichten, iets wat de anderen blijkbaar tolereren. Een van de opmerkelijkste kenmerken van Howell is dat hij, ondanks dat hij is getrouwd, met een teddybeer slaapt.
Hoe rijk Howell precies is wordt in de serie niet onthuld, maar hij bezit blijkbaar een aantal grote bedrijven. In 2006 haalde hij Forbes Magazines lijst van 15 rijkste fictieve personages. Onder zijn bedrijven bevinden zich een diamantmijn, een kokospalmenplantage, een spoorlijn, een oliebron en 40 hectare grond in Colorado, waaronder de hele stad Denver.

## Lovey Howell
Eunice "Lovey" Wentworth Howell, gespeeld door Natalie Schafer, is de echtgenote van Thurston J. Howell, III.
Net als haar man is Lovey aanvankelijk rijk en verwaand, maar in tegenstelling tot hem draait ze al snel bij en gaat ze zich het lot van haar mede-eilandbewoners aantrekken. Ze is geregeld een moederfiguur voor de andere twee vrouwelijke personages in de serie, Ginger en Mary Ann. Ze geeft hen geregeld advies, hoewel ze soms ook jaloers kan zijn op de twee jongere vrouwen. Een paar maal diende Lovey ook als moederfiguur voor Gilligan.
Haar bijnaam Lovey wordt enkel door haar man gebruikt. De andere personages verwijzen naar haar als mevrouw Howell. Haar verleden is grotendeels een mysterie. Wel gaf ze in een aflevering toe vloeiend Frans en Italiaans te spreken. Tevens is ze volgens eigen zeggen lid van de Daughters of the American Revolution.
Soms vervalt Lovey nog in haar oude gewoontes. Zo proberen zij en haar man een paar keer om de andere eilandbewoners te manipuleren, probeerde ze Gilligan en Mary Ann te laten trouwen en hielden zij en haar man een keer een goudmijn verborgen voor de andere eilandbewoners.